# Zarumamyrtörnskata
Zarumamyrtörnskata (Thamnophilus zarumae) är en fågel i familjen myrfåglar inom ordningen tättingar.

## Utseende och läte
Hane zarumamyrtörnskata är en grå och vit fågel med tvärbannd på bröst, rygg och stjärt, streckat ansikte och strupe, svart huvudtofs och beigefärgad buk. Honan är brun och beige med mörkare tofs på huvudet, svartvitstreckat ansikte och mycket svag tvärbandning på bröstet. Den frejdiga sången inleds med en snabb serie kluckande ljud och avslutas med några ljusa toner följt av några mörkare.

## Utbredning och systematik
Zarumamyrtörnskata delas in i två underarter med följande utbredning:
- Thamnophilus zarumae zarumae – förekommer i sydvästra Ecuador (El Oro och Loja) och nordvästra Peru (Tumbes, och nordöstra Piura)
- Thamnophilus zarumae palamblae – förekommer i nordvästra Peru (Piura och östra Lambayeque)

## Levnadssätt
Zarumamyrtörnskatan hittas i torra skogar och buskmarker.

## Status
Trots det begränsade utbredningsområdet och att den tros minska i antal anses beståndet vara livskraftigt av internationella naturvårdsunionen IUCN. 

## Namn
Zaruma är en ort och kanton i provinsen El Oro, Ecuador.